# Disney Direct
Disney Direct, DisneyShopping.com et Disney Catalog sont des sociétés de vente par correspondance de produits Disney en Amérique du Nord. Elles ont été créées en 1984 sous le nom Disney Family Gift Catalog.
L'activité de la société a en partie augmenté avec l'achat le 20 avril 1988 de la société de vente par correspondance, Childcraft Education Corporation à Grolier Inc. pour 52 millions de $,.
Disney Direct est à la fois un catalogue de vente par correspondance, aussi nommé Disney Catalog, et un site internet associé.
DisneyShopping.com est le site internet marchand de la Walt Disney Company, ancienne Disney Store Online qui en raison de la vente des Disney Store aux États-Unis a dû être rebaptisé.
Le 11 août 1997, Disney Catalog annonce l'ouverture d'un centre de distribution de 500 000 pieds carrés (46 452 m2) dans le comté de Spartanburg en Caroline du Sud (situé à Jonesville 34° 51′ 15″ N, 81° 44′ 22″ O, il sera utilisé pour les Disney Store).